# 타운젠드 손더스
타운젠드 손더스(영어: Townsend Saunders, 1967년 4월 20일~)는 미국의 전직 레슬링, 종합격투기 선수이다. 1996년 하계 올림픽 자유형 라이트급에서 은메달을 획득했다.